# Yazmeen Ryan
Yazmeen Ryan, född den 25 februari 1999, är en amerikansk fotbollsspelare.

## Biografi
Yazmeen Ryan inledde sin seniorkarriär i Oklahoma City år 2017. Hon har även spelat för Portland Thorns FC och Gotham FC innan hon 2025 värvades av Houston Dash. Hon har även representerat det amerikanska damlandslaget där hon debuterade 2024.